# ラファエル・ドルイアン
ラファエル・ドルイアン（Rafael Druian, 1922年1月20日 - 2002年9月6日）は、旧ソ連出身の、アメリカで活躍したヴァイオリニスト。

## 生涯
1922年、ヴォログダ生まれ。幼少期にハバナに家族で移住し、8歳の頃よりアマデオ・ロルダンにヴァイオリンを師事。1932年にフィラデルフィア管弦楽団のオーディションを受けたが、レオポルド・ストコフスキーの口利きでカーティス音楽院に入学することになり、リー・ルボシャッツとエフレム・ジンバリストに師事した。
1942年にカーティス音楽院を卒業後、1946年までアメリカ陸軍の軍楽隊でメロフォンを演奏した。1947年から1949年までアンタル・ドラティの率いるダラス交響楽団のコンサートマスターを務め、1949年にドラティと共にミネアポリス交響楽団に移籍した。1960年からクリーヴランド管弦楽団のコンサートマスターとなったが、1969年に退任した。
引退後はカリフォルニア芸術大学の音楽学部の副学部長となった。1971年に大学職を離れると、1974年までニューヨーク・フィルハーモニックのコンサートマスターを務め、1974年より1980年までカリフォルニア大学サンディエゴ校で教鞭をとった。その後はボストン大学や母校のカーティス音楽院などで教鞭をとった。
2002年、フィラデルフィアにて没。

## 主要ディスコグラフィ
- Wolfgang Amadeus Mozart (1987). Clarinet concerto K. 622 : Sinfonia concertante K. 364. CBS. OCLC 679745959 - 協奏交響曲のヴァイオリン・パートを担当。ヴィオラ・パートはエイブラハム・スカーニック。
- Ernest Bloch (1956). Violin sonata no. 1 Violin sonata no. 2 : "Poème mystique". Mercury. OCLC 3528770 - ピアノはジョン・シムズ。